# Petrochroa communis
Petrochroa communis är en fjärilsart som beskrevs av Otto Herman Swezey 1946. Petrochroa communis ingår i släktet Petrochroa och familjen gräsmalar, Elachistidae. Inga underarter finns listade i Catalogue of Life.